# جوراکودای

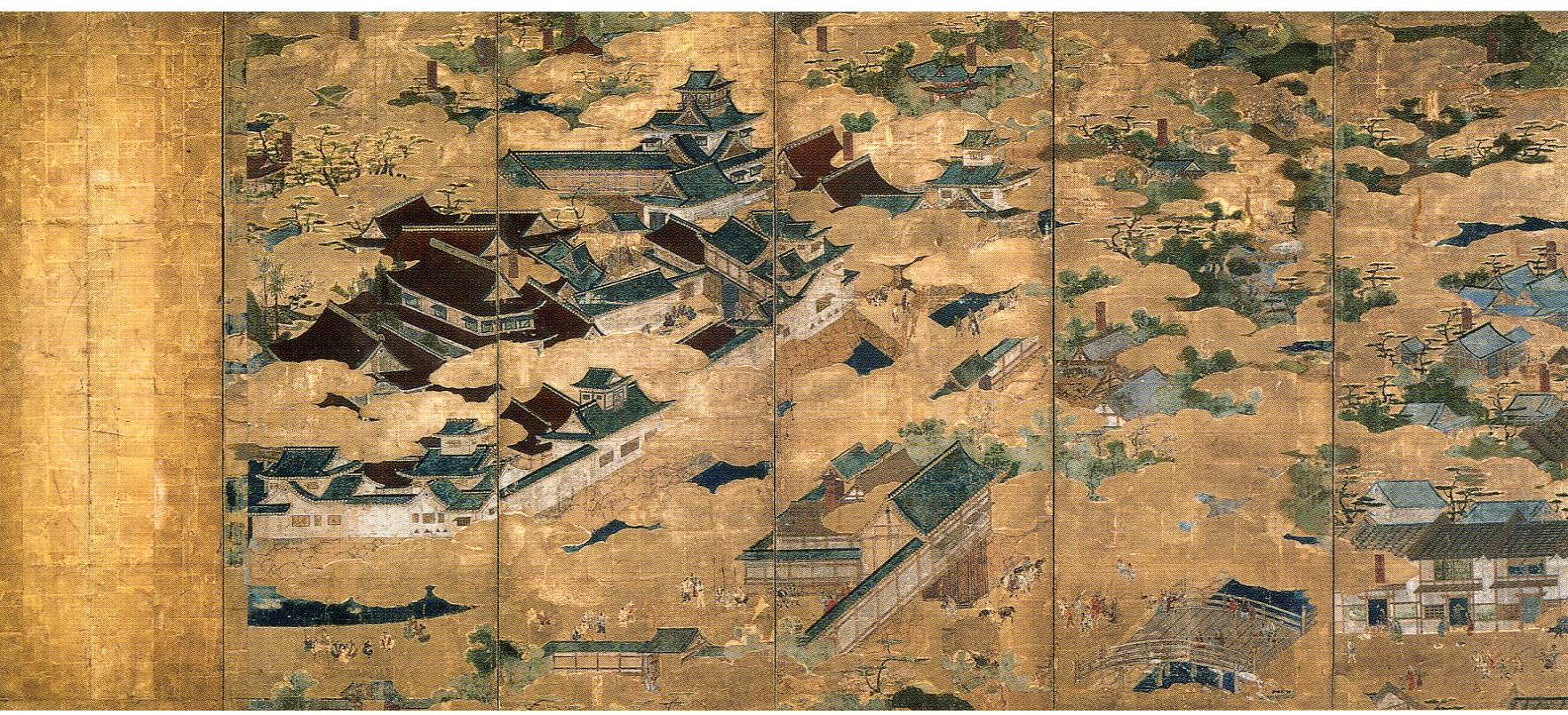

جوراکودای، جوراکوتی (به ژاپنی: 聚楽第 Jurakudai) یک قصر ژاپنی بود که به دستور تویوتومی هیده‌یوشی در کیوتو ساخته شده بود. ساخت آن از سال ۱۵۸۶ آغاز شد و ۱۹ ماه طول کشید تا پایان یابد. هیده‌یوشی پس از پیروزی بر خاندان شیمازو در کیوشو از قلعه اوساکا به این قصر نقل مکان کرد. در سال ۱۵۹۴ هیده‌یوشی جهت اقامت به قلعه فوشیمی وارد شد و خواهرزاده او تویوتومی هیده‌تسوگو به جای او ساکن این قصر شد.